# Marathon van Leeuwarden
Loop Leeuwarden voorheen bekend als marathon van Leeuwarden is een hardloopwedstrijd over verschillende afstanden in Leeuwarden. Het evenement werd in 1985 voor het eerst gehouden. Vanaf 2011 werd de marathon-afstand niet meer gelopen.
Voordat het evenement bestond werd er in 1968 al eens een marathon in Leeuwarden georganiseerd voor de Nederlandse kampioenschappen atletiek.
In 2020 werd de veertiende editie van Loop Leeuwarden afgelast vanwege de landelijke coronamaatregelen van dat jaar.
Tijdens de editie van 2025 was het erg warm. Een deelnemer werd vlak voor de finish onwel en overleed.

## Afstanden
- Marathon (42,197 km) van 2007 t/m 2010
- Halve marathon (21,1 km)
- Individuele loop (10 km)
- Bedrijvenloop (10 km)
- Individuele loop (5 km)
- Kinderlopen

De 3, 5, 10 kilometer en de halve marathon worden elk jaar gehouden. De marathon werd vanaf 2011 niet meer gehouden. In 2008 ging de marathon ook niet door, omdat de Slachtemarathon, een andere marathon in Friesland die elke vier jaar plaatsvindt, enkele weken erna werd gehouden.

## Uitslagen

### Marathon
| Jaar         | Snelste                    | Land                       | Bruto tijd                 | Snelste vrouw              | Land                       | Bruto tijd                 | Uitslagen                  |
| ------------ | -------------------------- | -------------------------- | -------------------------- | -------------------------- | -------------------------- | -------------------------- | -------------------------- |
| 6 juni 2010  | Iwan Kamminga              | NED                        | 2:27.52                    | Mariska Kramer             | NED                        | 2:48.08                    | Uitslagen                  |
| 7 juni 2009  | Remon van Lunzen           | NED                        | 2:26.26                    | Yvonne Kassenberg          | NED                        | 3:03.01                    | Uitslagen                  |
| 25 mei 2008  | geen marathon op programma | geen marathon op programma | geen marathon op programma | geen marathon op programma | geen marathon op programma | geen marathon op programma | geen marathon op programma |
| 10 juni 2007 | Remon van Lunzen           | NED                        | 2:28.00                    | Jolanda Jansen             | NED                        | 3:27.45                    | Uitslagen                  |

### Top 10 snelste finishtijden
Met een gemiddelde finishtijd van 2:35.42,8 voor de snelste tien marathonlopers behoorde deze marathon niet tot de snelste tien marathons van Nederland. Zie ook Lijst van snelste marathonsteden.
| Rang | Naam                | Land | Tijd    | Jaar | Plek |
| ---- | ------------------- | ---- | ------- | ---- | ---- |
| 1    | Remon van Lunzen    | NED  | 2:26.26 | 2009 | 1    |
| 2    | Iwan Kamminga       | NED  | 2:27.52 | 2010 | 1    |
| 3    | Remon van Lunzen    | NED  | 2:28.00 | 2007 | 1    |
| 4    | Fransua Woldemariam | NED  | 2:33.09 | 2010 | 2    |
| 5    | Martin Ketellapper  | NED  | 2:34.39 | 2009 | 2    |
| 6    | Saher Yousef        | IRQ  | 2:37.00 | 2007 | 2    |
| 7    | Martin Ketellapper  | NED  | 2:38.47 | 2010 | 3    |
| 8    | Kosta Poltavets     | UKR  | 2:41.33 | 2007 | 3    |
| 9    | Stefan van der Pols | NED  | 2:44.32 | 2007 | 4    |
| 10   | Huub Bots           | NED  | 2:45.10 | 2009 | 3    |

### Halve marathon
| Jaar         | Snelste man                    | Land | Bruto tijd | Snelste vrouw    | Land | Bruto tijd | Uitslagen |
| ------------ | ------------------------------ | ---- | ---------- | ---------------- | ---- | ---------- | --------- |
| 22 mei 2016  | Willem de Boer                 | NED  | 1:12.36    | Nancy Arusei     | KEN  | 1:14.23    | Uitslagen |
| 7 juni 2015  | Louis Kipkorir Chesiywo Ndiema | KEN  | 1:07.39    | Beatrice Cherono | KEN  | 1:16.40    | Uitslagen |
| 3 juni 2012  | Robert Langat                  | KEN  | 1:06.33    | Rutendo Nyahora  | ZIM  | 1:14.32    | Uitslagen |
| 22 mei 2011  | Gert-Jan Wassink               | NED  | 1:08.15    | Nadja Wijenberg  | NED  | 1:20.55    | Uitslagen |
| 6 juni 2010  | Remon van Lunzen               | NED  | 1:12.23    | Wilma van Onna   | NED  | 1:28.54    | Uitslagen |
| 7 juni 2009  | Stefan van der Pols            | NED  | 1:16.46    | Ylona Kruis      | NED  | 1:27.04    | Uitslagen |
| 25 mei 2008  | Erik Negerman                  | NED  | 1:09.23    | Mariska Kramer   | NED  | 1:19.24    | Uitslagen |
| 10 juni 2007 | Stephen Day                    | NZL  | 1:14.28    | Ilja van Dam     | NED  | 1:29.31    | Uitslagen |

### 10 km
| Jaar         | Snelste man         | Land | Bruto tijd | Snelste vrouw         | Land | Bruto tijd | Uitslagen |
| ------------ | ------------------- | ---- | ---------- | --------------------- | ---- | ---------- | --------- |
| 22 mei 2016  | Habtom Weldemichael | ERI  | 32.52      | Ydwine van der Veen   | NED  | 39.17      | Uitslagen |
| 7 juni 2015  | Paul Geertsma       | NED  | 32.53      | Lotte de Hosson       | NED  | 40.28      | Uitslagen |
| 3 juni 2012  | Ben Stellingwerf    | NED  | 32.44      | Jessica Oosterloo     | NED  | 36.45      | Uitslagen |
| 22 mei 2011  | Remco Bijlsma       | NED  | 32.43      | Immy Kersbergen       | NED  | 38.18      | Uitslagen |
| 6 juni 2010  | Remco Bijlsma       | NED  | 34.29      | Suzanne van der Weide | NED  | 41.22      | Uitslagen |
| 7 juni 2009  | Marco Wels          | NED  | 34.39      | Suzanne van der Weide | NED  | 40.03      | Uitslagen |
| 25 mei 2008  | Siep Nota           | NED  | 35.46      | Lisan de Vries        | NED  | 40.06      | Uitslagen |
| 10 juni 2007 | Anton Costeris      | NED  | 33.08      | Anne Jan Visser       | NED  | 42.12      | Uitslagen |

### 5 km
| Jaar         | Snelste man        | Land | Bruto tijd | Snelste vrouw        | Land | Bruto tijd | Uitslagen |
| ------------ | ------------------ | ---- | ---------- | -------------------- | ---- | ---------- | --------- |
| 22 mei 2016  | Bram Kielman       | NED  | 16.17      | Elsa Rijpstra        | NED  | 18.17      | Uitslagen |
| 7 juni 2015  | Patrick Reitsma    | NED  | 16.05      | Kelly van den Heuvel | NED  | 18.52      | Uitslagen |
| 3 juni 2012  | Arjen van der Logt | NED  | 16.46      | Denise Sinnema       | NED  | 19.45      | Uitslagen |
| 22 mei 2011  | Wouter Papenhove   | NED  | 16.48      | Lisanne Jager        | NED  | 20.43      | Uitslagen |
| 6 juni 2010  | Albert de Bakker   | NED  | 17.17      | Denise Sinnema       | NED  | 23.00      | Uitslagen |
| 7 juni 2009  | Jelte van der Wall | NED  | 17.40      | Denise Sinnema       | NED  | 18.46      | Uitslagen |
| 28 mei 2008  | Merlin Dollison    | NED  | 15.25      | Minke van der Meer   | NED  | 19.20      | Uitslagen |
| 10 juni 2007 | Sybrand Adema      | NED  | 21.54      | Ydwine van der Veen  | NED  | 20.43      | Uitslagen |

Actief:
Amsterdam ·
Burgh-Haamstede ·
Eindhoven ·
Enschede ·
Etten-Leur ·
Hilvarenbeek ·
Leiden ·
Oosterbierum ·
Rotterdam ·
Spijkenisse ·
Terneuzen ·
Terschelling ·
Utrecht ·
Zaltbommel

Niet meer actief:
Apeldoorn ·
Den Haag ·
Den Haag (strand) ·
Groningen Stad Marathon ·
Hoofddorp ·
Hoorn ·
Klazienaveen ·
Leeuwarden ·
Maassluis ·
Meerssen ·
Noordseschut ·
Scheveningen-Zandvoort ·
Schoorl ·
Amersfoort ·
Amsterdam ·
Breda ·
Den Haag ·
Den Helder ·
Dordrecht ·
Drunen ·
Eindhoven ·
Egmond aan Zee ·
Enschede ·
Etten-Leur ·
Haarlem ·
Haarlemmermeer ·
Hoorn ·
Leeuwarden ·
Leiden ·
Linschoten ·
Monster ·
Nijmegen ·
Pijnacker ·
Schoorl ·
Spijkenisse ·
Terschelling ·
Texel ·
Utrecht ·
Venlo ·
Zandvoort ·
Zwolle